# Flethe
Flethe war ein Dorf an dem Fleth Donau im Bereich der Unterweser.
1862 wurde das Dorf Flethe in die Gemeinde Blumenthal/Unterweser eingemeindet und dadurch am 1. April 1885 ein Ortsteil der Kreisstadt des Landkreises Blumenthal. Heute ist Flethe ein Teilgebiet des Ortsteils Blumenthal im gleichnamigen Bremer Stadtteil.

## Donau

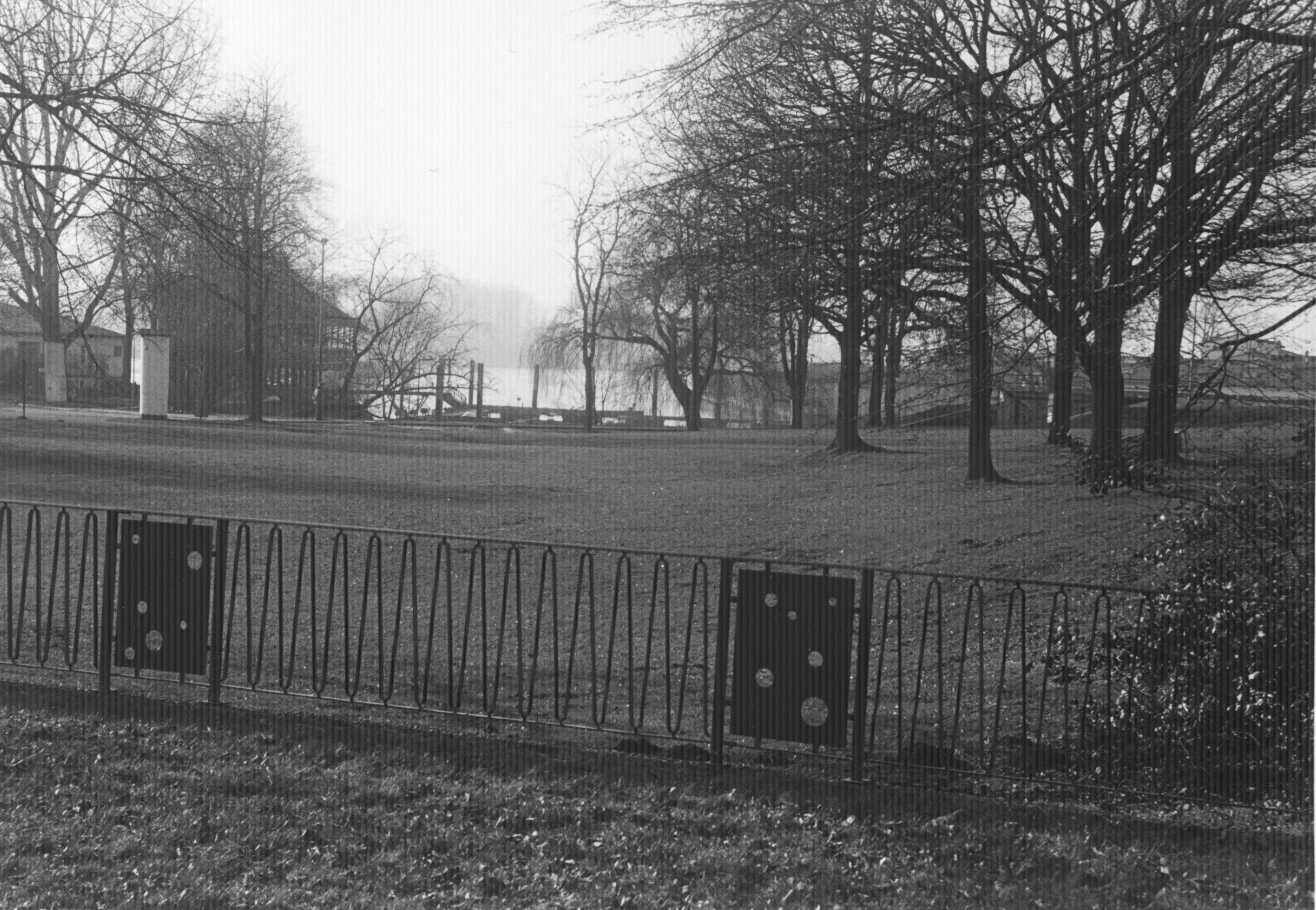
Mündung des Donaufleets 2011

Die Donau war ein Fleet am rechten Ufer der Weser gegenüber der Ortschaft Motzen im Stedinger Land. Sie umfloss vom Müllerloch in Blumenthal ausgehend eine Plate genannte Flussinsel und kehrte im Bereich des heute Rönnebecker Hafen genannten Sportbootliegeplatzes zur Weser zurück.
Die Donau diente als Flusshafen und wurde auch vom Fährmann Bernhard von Harten benutzt, um Passagiere zu den Weserdampfern zu bringen, da es im 19. Jahrhundert noch keinen Schiffsanleger in Blumenthal gab.
Das Wort Donau ist wahrscheinlich entstanden aus dode Au.

## Bahrsplate

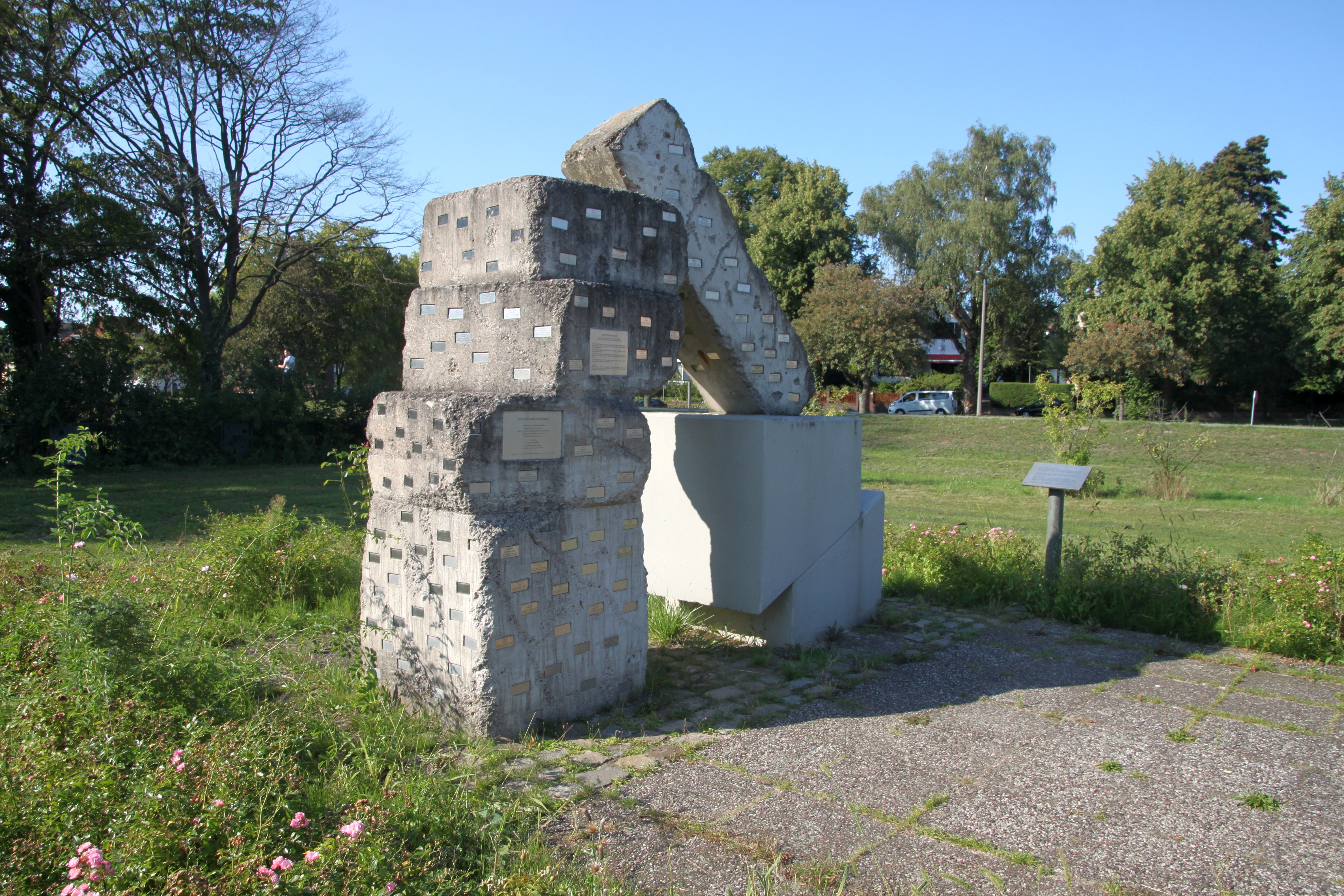
Mahnmal Stein der Hoffnung

Bahrs Plate war eine von der Weser gebildete Flussinsel, die nach einem Bewohner des Dorfes Flethe benannt worden ist. Sie war ehemals mit Gras, Schilf und Rohr bewachsen und versumpfte nach der Weserkorrektion zunehmend. 1903 wurde die Fläche von der Stadt und der Kreisverwaltung erworben, um hier einen Bürgerpark und eine Flussbadeanstalt anzulegen. Die Badeanstalt wurde dann nicht gebaut, weil sich die Stelle wegen des zunehmenden Schiffs- und Fährverkehrs als dafür ungeeignet erwies.
Ende der 1920er Jahre wurde das Gebiet auf Initiative der KPD-Fraktion im Blumenthaler Gemeinderat mit Hilfe von Notstandsarbeiten trocken- und ein Stadtgarten angelegt.
Anfang 1942 errichtete die Krupp-eigene Bremer Großwerft A.G. "Weser" (Deschimag) auf der Bahrsplate Häftlingslager für Ostarbeiter. Spätestens ab Juni 1943 wurde der westliche Teil als Lager für sowjetische Kriegsgefangene genutzt. Auf dem Lagergelände befanden sich ebenfalls Unterkünfte für Marine-Wachmannschaften und französische Kriegsgefangene. Von August 1944 bis zum Kriegsende existierte auf der Bahrsplate auch ein Außenlager des KZ Neuengamme.
Nach dem Zweiten Weltkrieg wurde die Grünanlage auf der Bahrsplate unter Beseitigung der Lagerreste als Park neu gestaltet. Zur Erinnerung an das KZ Bahrsplate wurde von Bürgern mit internationaler Unterstützung die Gedenkstätte "Rosen für die Opfer" errichtet. 2009 erweiterten Berufsschüler den Bereich um den von ihnen entworfenen "Stein der Hoffnung", der gegenwärtig die Namen von 130 umgekommenen KZ-Häftlingen aufweist.
Die Bahrsplate ist mit den Buslinien 90 bis 92 der Bremer Straßenbahn AG erreichbar. Die nächstgelegenen Haltestellen sind Zum Donaufleet und Fähre Blumenthal. Auch der Anleger Blumenthal der Fähre Blumenthal–Motzen befindet sich in unmittelbarer Nähe.